# Ашим
Ашим (норв. Askim) је град у Норвешкој. Град је у оквиру покрајине Источне Норвешке и припада округу Естфолд.

## Географија
Град Ашим се налази у југоисточном делу Норвешке, близу државне границе са Шведском (која је удаљена 30 km западно). Од главног града Осла град је удаљен 55 km југоисточно од града.
Ашим се налази у средишњем делу Скандинавског полуострва, у области Смаленене. Град се развио у долини реке Гломе, највеће у Норвешкој. Долина је релативно широка, али је испресецана брдима и клисурама. Сходно томе надморска висина града је од 110 до преко 170 м.

## Историја
Први трагови насељавања на месту данашњег Ашима јављају се у доба праисторије. Насеље се споро развијало, све до пре пар деценија, па је тек 1996. године добило градска права.
Током петогодишње окупације Норвешке (1940—45) од стране Трећег рајха Ашим и његово становништво нису значајније страдали.

## Становништво
Данас Ашим има око 13 хиљада у градским границама, односно око 15 хиљада на подручју општине. Последњих година број становника у граду расте по годишњој стопи од близу 0,5%.

## Привреда
Привреда Ашима се традиционално заснивала на пољопривреди. Последњих година значај индустрије, пословања и услуга је све већи.